# 3191 Svanetia
3191 Svanetia este un asteroid din centura principală, descoperit pe 22 septembrie 1979 de Nikolai Cernîh.